# Ханс Хайнрих IV фон Хохберг
Ханс Хайнрих IV фон Хохберг (на немски: Hans Heinrich IV Graf von Hochberg, Freiherr zu Fürstenstein; * 30 септември 1705; † 7 април 1758) е граф на Хохберг, фрайхер на Фюрстенщайн в Бавария.
Потомък е на граф Ханс Хайнрих I фон Хохберг, фрайхер на Фюрстенщайн (1598 – 1671), който на 23 септември 1650 г. става бохемски фрайхер, на 12 февруари 1666 г. граф на Бохемия и е съветник на три императора Фердинанд II, Фердинанд III и Леополд I и на 12 февруари 1666 г. императорът го издига на „граф на Хохберг“.
Той е единствен син на граф Ханс Хайнрих III фон Хохберг, фрайхер на Фюрстенщайн (1675 – 1743) и първата му съпруга фрайин Анна Елизабет фон Цедлиц и Нойкирх (1685 – 1724), наследничка на Цшехен, Пускау, Инграмсдорф, дъщеря на фрайхер Карл Юлиус фон Цедлиц и Нойкирх и фрайин Елизабет фон Лунди. Баща му се жени втори път на 9 ноември 1729 г. в Тарновиц за графиня Каролина Хедвиг Елизабет фон Хенкел-Донерсмарк (1693 – 1757).
Неговият внук Ханс Хайнрих X фон Хохберг (1806 – 1855) става 1. княз на Княжество Плес.

## Фамилия
Ханс Хайнрих IV фон Хохберг се жени на 5 февруари 1727 г. в Щолберг за графиня Луиза Фридерика фон Щолберг-Щолберг (* 1 юли 1710, Щолберг; † 31 октомври 1757, Ронсток, Полша), дъщеря на граф Кристоф Фридрих фон Щолберг-Щолберг (1672 – 1738) и фрайин Хенриета Катарина фон Бибран-Модлау (1680 – 1748). Те имат децата:
- Луиза Хенриета фон Хохберг-Фюрстенщайн (* 14 януари 1731; † 18 октомври 1764), омъжена I. на 	20 април 1755 г. за граф Хайнрих Лудвиг Карл, фрайхер фон Фюрстенщайн (* 30 октомври 1714; † 29 юли 1755), II. на 5 септември 1760 г. за граф Кристиан Вилхелм Зигизмунд фон Позадовски и Постелвиц (* 3 ноември 1725; † 17 февруари 1791)
- Ханс Хайнрих V фон Хохберг (* 6 ноември 1741; † 22 май 1782 във Фюрстенщайн), граф на Хохберг, фрайхер на Фюрстенщайн, женен на 18 ноември 1762 г. в Щолберг за графиня Кристина Хенриета Луиза фон Щолберг-Щолберг (* 1 септември 1738, Щолберг; † 9 декември 1776, Берлин), внучка на дядо му граф Кристоф Фридрих фон Щолберг-Щолберг (1672 – 1738)[4]
- Хенриета Фридерика фон Хохберг-Фюрстенщайн (* 20 февруари 1744; † 9 април 1795), омъжена на 28 декември 1762 г. за граф Хайнрих Вилхелм фон Райхенбах (* 19 април 1733; † 9 януари 1819)
- Кристиана София Фридерика фон Хохберг-Фюрстенщайн (* 21 декември 1746; † 18 юни 1772), омъжена за граф Ердман Густав фон Рьодерн, фрайхер фон Крапиц, господар на Берг (* 30 май 1742; † 20 март 1820)
- Готлоб Йохан Лудвиг фон Хохберг (* 30 май 1753; † 14 декември 1791), женен I. за София Фридерика Ердмута фон Шьонбург-Хартенщайн (* 24 март 1756; † 22 март 1782), дъщеря на граф Фридрих Албрехт фон Шьонбург-Хартенщайн (1713 – 1786) и Ердмута Магдалена фон Шьонбург-Щайн (1722 – 1806), II. за племенницата си Шарлота Хенриета Кристиана Августа фон Хохберг (* 6 октомври 1763; † 19 януари 1800), дъщеря на брат му Ханс Хайнрих V